# Висагијева златна кртица
Висагијева златна кртица (лат. Chrysochloris visagiei) је ситни сисар из реда Afrosoricida. Ареал врсте је ограничен на Јужноафричку Републику. Сматра се и нетипичном формом капске златне кртице, Chrysochloris asiatica.

## Угроженост
Подаци о распрострањености и угрожености ове врсте су недовољни. Није било савремених налаза висагијеце златне кртице, изузев типског примерка пронађеног у области Северног Кејпа.

## Станиште
Станишта врсте су екосистеми ниских трава, шумски и речни екосистеми, у брдовитим пределима и на планинама. 